# 斯科特·史密斯
斯科特·史密斯（英語：Scott D. Smith，1953年3月26日—）美国音频工程师。他曾2次被提名奥斯卡最佳音响效果奖。自1975年起，沙洛克参与制作了60多部电影。 

## 部分影视作品
- 不可饶恕 (1992)[1]
- 亡命天涯 (1993)[2]